# Upplands runinskrifter 843
Upplands runinskrifter 843 är en försvunnen vikingatida runsten som funnits i Hässle, Dalby socken och Uppsala kommun. Stenens mått är 2 meter gånger 1,10 meter.

## Inskriften
Translitterering av runraden:
[arþkaiʀ auk × þurstain × munkaiʀ × auk × ketilmutr litu × raisa × stain × nftiʀ × ulf × faþur sin]
Normalisering till runsvenska:
Harðgæiʀʀ ok Þorstæinn, Mungæiʀʀ ok Kætilmundr letu ræisa stæin æftiʀ Ulf, faður sinn.
Översättning till nusvenska:
Hårdger och Torsten, Munger och Kättilmund läto resa stenen efter Ulv, sin fader.